# Helodon yezoense
Helodon yezoense är en tvåvingeart som först beskrevs av Tokuichi Shiraki 1935.  Helodon yezoense ingår i släktet Helodon och familjen knott. Inga underarter finns listade i Catalogue of Life.